# Rodezeetandbaars
Cephalopholis hemistiktos is een  straalvinnige vissensoort uit de familie van zaag- of zeebaarzen (Serranidae). De wetenschappelijke naam van de soort werd voor het eerst geldig gepubliceerd in 1830 door Rüppell.
De soort staat op de Rode Lijst van de IUCN als Gevoelig, beoordelingsjaar 2008. De omvang van de populatie is volgens de IUCN dalend.